# 毛序聚伞翠雀花
毛序聚伞翠雀花（学名：Delphinium laxicymosum var. pilostachyum）为毛茛科翠雀属下的一个变种。

## 扩展阅读
- 維基物種上的相關：毛序聚伞翠雀花